# Nathalie Nicloux
Nathalie Nicloux Navarrete (Santiago, 1 de noviembre de 1981) es una actriz y comediante chilena, reconocida por su participación en el programa televisivo de comedia El club de la comedia.
Entró a  estudiar teatro en la Escuela de Teatro de Gustavo Meza, donde conoció a Sergio Freire y José castillo, quien la llamó para participar en la Sociedad de Comediantes Anónimos (SCA), programa de televisión que se transmitió por Vía X. Posteriormente en el año 2007 se integra junto con Sergio Freire, Juan Pablo Flores, Natalia Valdebenito, Pedro Ruminot y Pato Pimienta como elenco de actores y coguionistas que dan vida a El club de la comedia, en Chilevisión. Nathalie junto con su compañera Natalia Valdebenito deciden renunciar al programa de comedias a finales del año 2009. Tras esto ha participado en variadas teleseries y programas de televisión.

## Filmografía

### Teleseries
| Teleseries | Teleseries   | Teleseries  | Teleseries |
| Año        | Teleserie    | Rol         | Canal      |
| ---------- | ------------ | ----------- | ---------- |
| 2006       | Charly Tango | Rayén Reyes | Canal 13   |

### Series y unitarios
| Series y Unitarios | Series y Unitarios  | Series y Unitarios                         | Series y Unitarios |
| Año                | Serie               | Rol                                        | Canal              |
| ------------------ | ------------------- | ------------------------------------------ | ------------------ |
| 2008               | Huaiquimán y Tolosa | Mara, en el capítulo "Una visita al circo" | Canal 13           |

### Programas de televisión
| Programas de televisión | Programas de televisión         | Programas de televisión | Programas de televisión |
| Año                     | Programa                        | Rol                     | Canal                   |
| ----------------------- | ------------------------------- | ----------------------- | ----------------------- |
| 2006-2007               | SCA                             | Comediante              | Vía X                   |
| 2007-2009               | El club de la comedia           | Comediante              | CHV                     |
| 2010                    | Animal nocturno                 | Comediante              | TVN                     |
| 2015                    | La cultura del sexo             | Presentadora            | TVN                     |
| 2018                    | La noche es nuestra             | Invitada                | CHV                     |
| 2019                    | Toc Show                        | Panelista               | TV+                     |
| 2023                    | LII Festival del Huaso de Olmué | Invitada del humor.     | TVN                     |